# Anthene nereia
Anthene nereia är en fjärilsart som beskrevs av Tite 1966. Anthene nereia ingår i släktet Anthene och familjen juvelvingar. Inga underarter finns listade i Catalogue of Life.